# 7 Things
7 Things – piosenka pop stworzona przez Miley Cyrus, Antoninę Armato i Tima Jamesa na debiutancki album studyjny Cyrus, Breakout (2008). Wyprodukowany przez Johna Fieldsa, utwór wydany został jako pierwszy singel z krążka dnia 17 czerwca 2008 w Stanach Zjednoczonych oraz 15 sierpnia 2008 w Australii i Europie. Ta piosenka stała się hitem na antenie MTV i także na „Interia.pl”.

## Opis piosenki
W piosence Miley Cyrus wymienia siedem rzeczy, których nienawidzi w byłym chłopaku. A na koniec wymienia siedem rzeczy, które w nim lubi.
Zgodnie z recenzją piosenki, „7 Things” łączy w sobie popowe, łagodne zwrotki z rockowymi refrenami, przypominając piosenki „Torn” Natalie Imbruglia i „Just a Girl” No Doubt.
Według People.com piosenka jest połączeniem stylu Avril Lavigne i Billy’ego Raya Cyrusa.
Piosenka jest prawdopodobnie o byłym chłopaku Miley – Nicku Jonasie.
Miley potwierdziła to w swojej autobiografii „Miles To Go”.

## Teledysk
Teledysk do piosenki był kręcony w Los Angeles około 30 maja 2008 roku. Reżyserem jest Brett Ratner. Teledysk miał swoją premierę 28 czerwca 2008 roku na antenie Disney Channel. Przedstawia Miley śpiewającą piosenkę w tle kapeli, w niektórych momentach pojawiają się dziewczyny, które płaczą, drą zdjęcia swoich byłych chłopaków.

## Pozycje na listach
| Lista przebojów (2008)            | Najwyższa pozycja |
| --------------------------------- | ----------------- |
| Australia ARIA Singles Chart      | 22                |
| Kanada Billboard Hot 100          | 13                |
| Norwegia Singles Top 20 Chart     | 8                 |
| Nowa Zelandia RIANZ Singles Chart | 27                |
| USA Billboard Hot 100             | 9                 |
| USA Billboard Pop 100             | 14                |
| United World Chart                | 25                |
| UK Singles Chart                  | 25                |